# فيرالتوف
فيرالتوف (بالألمانية: Fehraltorf) هي إحدى بلديات مقاطعة فافيكون في كانتون زيورخ بسويسرا. تُقدر مساحتها ب9.54 كيلومتر مربع، ويقدر عدد سكانها بـ 6416 نسمة (حسب تعداد ديسمبر 2017).

## توأمة
لفيرالتوف اتفاقيات توأمة مع:
- هشينغن